# Gisbert
Gisbert ist ein männlicher Vorname. Sein Namenstag ist der 20. März.

## Herkunft und Bedeutung
Der männliche Vorname Gisbert ist keltischen Ursprungs und geht in seiner seit dem 18. Jahrhundert in Deutschland verbreiteten Fassung auf den hl. Cuthbert von Lindisfarne (um 634 in Northumberland/England, gestorben am 20. März 687 auf der Insel Farna – Grabstätte zunächst im Kloster Lindisfarne/Holy Island, seit dem 10. Jahrhundert in der Kathedrale von Durham) zurück. Die Bedeutung des Vornamens ist unklar und wird als „gut und berühmt“ gedeutet.

## Varianten
- Gilbert
- Giselbert
- Giesbert
- Guselbert

## Vorkommen
Gisbert ist einer der häufigsten männlichen Vornamen des 19. Jahrhunderts. Seit Mitte der 1850er-Jahre lässt die Beliebtheit spürbar nach. Vor 1750 war der Name Gisbert in Deutschland und Europa nur sehr selten vertreten.

## Namensträger
Vorname
- Gisbert von Bodelschwingh-Plettenberg (1790–1866), westfälischer Gutsbesitzer und Politiker
- Gisbert von Bonin (1841–1913), sachsen-coburg-gothaischer Staatsminister
- Gisbert Bonnet (1723–1805), niederländischer reformierter Theologe
- Giesbert Damaschke (* 1961), deutscher Germanist und Publizist
- Gisbert Matthias Elsner (1698–1775), deutscher reformierter Theologe
- Gisbert Enzian (1847–1919), deutscher Chorleiter, Organist und Pianist
- Gisbert Fanselow (1959–2022), deutscher Linguist
- Gisbert Flüggen (1811–1859), deutscher Maler
- Karl Heinrich Gisbert Gillhausen (1856–1917), deutscher Bauingenieur und Politiker
- Gisbert Greshake (* 1933), deutscher Theologe
- Gisbert Große-Brauckmann (1926–2001), deutscher Biologe und Hochschulprofessor
- Gisbert Haefs (* 1950), deutscher Schriftsteller
- Gisbert Hasenjaeger (1919–2006), deutscher mathematischer Logiker
- Gisbert Kapp (1852–1922), österreichischer Elektrotechniker
- Gisbert Kley (1904–2001), deutscher Jurist
- Gisbert Kranz (1921–2009), deutscher Schriftsteller, Pädagoge und katholischer Theolog
- Gisbert zu Knyphausen (* 1979), deutschsprachiger Liedermacher, Sänger und Gitarrist
- Gisbert Longolius (1507–1543), niederrheinischer Humanist
- Gisbert Ludewig (* 1930), deutscher Kletterer
- Gisbert Näther (1948–2021), deutscher Komponist
- Gisbert Piatkowski (* 1953), deutscher Gitarrist
- Gisbert Poensgen (1923–2011), deutscher Botschafter und Rechtswissenschaftler
- Gisbert Pupp (1939–2015), deutscher Maler und Grafiker
- Gisbert zu Putlitz (* 1931), deutscher Physiker, Hochschullehrer und Wissenschaftsmanager
- Gisbert von Romberg I. (1773–1859), deutscher Adliger
- Gisbert von Romberg II. (1839–1897), deutscher Adliger
- Gisbert von Romberg III. (1888–1952), deutscher Adliger
- Gisbert Schairt (1380–1452), niederrheinländischer Baumeister der Spätgotik
- Gisbert Schneider (1934–2018), deutscher Organist
- Gisbert Strotdrees (* 1960), deutscher Journalist, Historiker und Buchautor
- Gisbert Swartendijk Stierling (1787–1857), niederländisch-deutscher Mediziner
- Gisbert-Peter Terhorst (* 1945), deutscher Schauspieler
- Karl Gisbert Friedrich von Vincke (1813–1892), deutscher Adliger
- Gisbert Voetius (1589–1676), niederländischer reformierter Theologe
- Gisbert Wüstholz (* 1948), deutscher Mathematiker

Familienname
- Antonio Gisbert Pérez (1834–1902), spanischer Maler des Klassizismus
- Erich Gisbert (1889–1968), deutscher Steuerberater, Wirtschaftsprüfer und Hochschullehrer
- Greg Gisbert (* 1966), US-amerikanischer Jazz-Trompeter
- Juan Gisbert (* 1942), spanischer Tennisspieler
- Philipp Gisbert (1889–1985), deutscher Baumeister, Kommunalpolitiker und Präsident der Handwerkskammer Darmstadt
- Teresa Gisbert (1926–2018), bolivianische Forscherin, Architektin, Restauratorin und Historikerin